# 2014-es magyar labdarúgókupa-döntő
A 2014-es magyar labdarúgókupa-döntő a sorozat 104. döntője volt. A finálét az Újpest FC és a Diósgyőri VTK csapatai játszották. A találkozót 2014. május 25-én a Puskás Ferenc Stadionban rendezték meg.
A mérkőzés a rendes játékidőben Litauszki Róbert és Bacsa Patrik góljaival 1-1-es döntetlennel ért véget, ezért hosszabbítás, majd tizenegyesrúgások következtek. Az újpestiek részéről senki sem hibázott, a miskolci csapat tagjai közül azonban William Rocha Alves és Senad Husić is kihagyta a maga próbálkozását, így az Újpest nyerte a kupát, története során kilencedik alkalommal.

## Út a döntőbe
| Újpest       | Újpest      | Újpest                    | Forduló          | Diósgyőr | Diósgyőr                                                | Diósgyőr                   |
| ------------ | ----------- | ------------------------- | ---------------- | -------- | ------------------------------------------------------- | -------------------------- |
| Ellenfél     | Végeredmény | Összesített eredmény      |                  | Ellenfél | Végeredmény                                             | Összesített eredmény       |
| Baja         | 6–0         |                           | Negyedik forduló | Cigánd   | 4–3                                                     |                            |
| Ferencváros  | 1–0         | 0–0 idegenben; 1–0 otthon | Ötödik forduló   | Videoton | 1–0                                                     | 0–0 idegenben; 1–0 otthon  |
| Pécs         | 7–1         | 3–1 idegenben; 4–0 otthon | Negyeddöntő      | Pápa     | 5–2                                                     | 2–2 idegenben; 3–0 otthon  |
| MTK Budapest | 3–0         | 0–0 idegenben; 3–0 otthon | Elődöntő         | Debrecen | 4–4, idegenben lőtt több góllal a DVTK jutott a döntőbe | 2–4 idegenben ; 2–0 otthon |

## A mérkőzés
| 2014. május 25. 19:00 |

| Újpest FC                             | 1 – 1 (h. u.)                     | Diósgyőri VTK                           |
| ------------------------------------- | --------------------------------- | --------------------------------------- |
| Litauszki 47'                         | (1 – 0, 1 – 1, 1 – 1) Jegyzőkönyv | Bacsa Patrik 90'                        |
| Büntetőpárbaj                         |                                   |                                         |
| Vasiljević Litauszki Tshibuabua Simon | 4 – 3                             | Kostić Bacsa William Alves Barczi Husić |

| Puskás Ferenc Stadion, Budapest Nézőszám: 22 000 Játékvezető: Solymosi Péter (magyar) |

| Újpest | Diósgyőr |

|                   |  |                          |  |
|                   |  |                          |  |
| GK                |  | Balajcza Szabolcs        |  |
| DF                |  | Chema Antón 30'          |  |
| DF                |  | Litauszki Róbert         |  |
| DF                |  | Pierre-Yves Ngawa        |  |
| MF                |  | Jonathan Heris           |  |
| MF                |  | Dušan Vasiljević 16'     |  |
| MF                |  | Filip Stanisavljević 81' |  |
| MF                |  | Balázs Balogh 10'        |  |
| WI                |  | Asmir Suljić 97'         |  |
| FW                |  | Kabát Péter 24' 69'      |  |
| WI                |  | Simon Krisztián 74'      |  |
| Cserék:           |  |                          |  |
| GK                |  | Marko Dmitrović          |  |
| DF                |  | Juanan 81'               |  |
| DF                |  | Nagy János 97' 110'      |  |
| DF                |  | Simon Ligot              |  |
| MF                |  | Nikolas Proesmans        |  |
| FW                |  | Bavon Tshibuabua 69'     |  |
| FW                |  | Zamostny Balázs          |  |
| Vezetőedző:       |  |                          |  |
| Nebojša Vignjević |  |                          |  |

|                   |  |                          |  |
|                   |  |                          |  |
| GK                |  | Ivan Radoš               |  |
| DF                |  | Vadász Viktor            |  |
| DF                |  | Debreceni András 19'     |  |
| DF                |  | William Alves            |  |
| DF                |  | Kádár Tamás 95′          |  |
| DF                |  | Senad Husić              |  |
| MF                |  | Zoran Kostić             |  |
| MF                |  | Elek Ákos 35' 112'       |  |
| MF                |  | Gosztonyi András 13' 66' |  |
| FW                |  | Miroslav Grumić          |  |
| FW                |  | Bacsa Patrik             |  |
| Cserék:           |  |                          |  |
| GK                |  | Nenad Rajić              |  |
| DF                |  | Vági András              |  |
| DF                |  | Eperjesi Gábor           |  |
| MF                |  | Barczi Dávid 66'         |  |
| MF                |  | Egerszegi Tamás 112'     |  |
| MF                |  | Nikházi Márk             |  |
| FW                |  | Augusto Batioja 19' 30'  |  |
| Vezetőedző:       |  |                          |  |
| Szivics Tomiszlav |  |                          |  |